# Nitơ lỏng

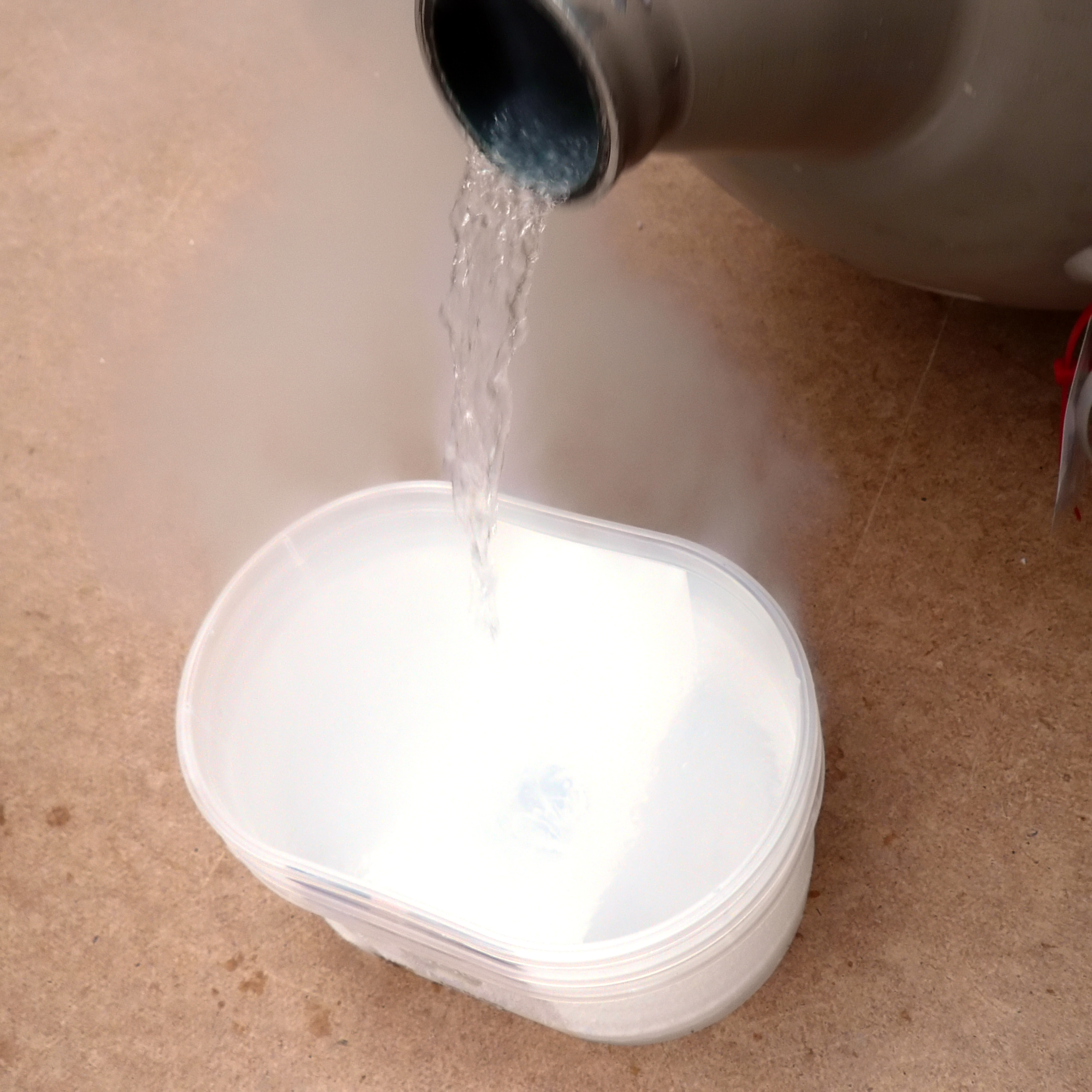
Nitơ lỏng

Nitơ lỏng là nitơ trong trạng thái lỏng ở nhiệt độ siêu  thấp. Nó được sản xuất công nghiệp bằng cách chưng cất phân đoạn không khí lỏng. Nitơ lỏng là chất lỏng trong suốt, không màu, trọng lượng riêng 0,807 g/ml ở điểm sôi của nó và hằng số điện môi 1.4. Nitơ lỏng thường được gọi bằng LN2, viết tắt hoặc "LIN" hoặc "LN "và có số UN 1977.
Ở áp suất khí quyển, nitơ lỏng sôi ở nhiệt độ 77 K (-196 °C, -321 °F) và là một chất lỏng đông lạnh có thể gây đóng băng nhanh chóng khi tiếp xúc với mô sống, có thể dẫn đến bị tê cóng. Khi được cách nhiệt thích hợp với nhiệt độ xung quanh, nitơ lỏng có thể được lưu trữ và vận chuyển, ví dụ trong bình chân không. Ở đây, nhiệt độ rất thấp được duy trì liên tục tại 77 K bằng cách làm chậm sự sôi của nitơ. Tùy thuộc vào kích thước và thiết kế, thời gian lưu trữ trong bình chân không trung bình từ vài giờ đến vài tuần.
Nitơ lỏng có thể dễ dàng chuyển đổi thành dạng rắn bằng cách đặt nó trong một khoang chân không được bơm bằng một máy bơm chân không quay. Nitơ lỏng đóng băng ở 63 K (-210 °C, -346 °F) . Dù có vai trò quan trọng trong việc làm lạnh, hiệu quả của nitơ lỏng là chất làm mát bị hạn chế bởi thực tế là nó sôi ngay lập tức khi tiếp xúc với một đối tượng ấm hơn, bao quanh các đối tượng trong lớp bong bóng khí nitơ cách nhiệt. Hiệu ứng này, được gọi là hiệu ứng Leidenfrost, xảy ra khi bất kỳ chất lỏng nào tiếp xúc với một đối tượng có nhiệt độ cao hơn đáng kể so với điểm sôi của nó. Việc làm mát nhanh hơn có thể đạt được bằng cách nhúng vật vào hỗn hợp nitơ lỏng và nitơ rắn thay vì chỉ sử dụng nitơ lỏng.
Nitơ được hoá lỏng đầu tiên tại Đại học Jagiellonia ngày 15 tháng tư 1883 bởi 2  vật lý Ba Lan, Zygmunt Wroblewski và Karol Olszewski. Nitơ lỏng từng được sử dụng để bảo quản thi thể.